# Wilfrid M. Voynich
Wilfrid Michael Voynich, cuyo nombre auténtico fue Michał Wojnicz (Telšiai, provincia de Kaunas, 31 de octubre de 1865-Nueva York, Nueva York, 19 de marzo de 1930), fue un bibliófilo polaco, nacionalizado británico. Graduado en química y licenciado en farmacia, estudió en las Universidades de Varsovia y San Petersburgo doctorándose por la Universidad de Moscú.
Acosado por diversos problemas políticos (abogó por la independencia de Polonia del Imperio ruso) fue encarcelado y en 1885 deportado a Siberia; soportó este suplicio durante cinco años hasta que se fugó en 1890: huyó a Alemania y se escondió en Hamburgo. Según relató en su biografía vendió su abrigo y sus anteojos para, con la mísera suma que le dieron por ellos, "comprar un pasaje de tercera clase en un barco de carga que transportaba fruta a Londres, un arenque ahumado y un pedazo de pan para acallar el hambre".
Ya asentado en Londres conoció a una joven irlandesa llamada Ethel Lilian Boole (1864-1960), la quinta hija del matemático y filósofo George Boole y autora de la novela El tábano (The Gadfly), bajo el nombre de Ethel Vóynich, con quien se casó en 1902. Ambos pasaron bastante tiempo escribiendo y enviando a Rusia literatura revolucionaria y traduciendo al inglés las obras de Marx, Engels y Plejánov (según sus biógrafos, hablaba 18 lenguas, aunque todas igual de mal).
Obtuvo la ciudadanía británica en 1904 y anglicanizó su nombre, que transformó en Vóynich, aunque en sus viajes al continente solía utilizar las partículas "de" y "von" para impresionar a sus clientes.
Por esa época comenzó a interesarse por los libros, manuscritos y catálogos antiguos: prosperó muy rápidamente (todavía no está muy claro el origen de sus recursos económicos iniciales) y estableció un importante comercio de libros raros en Soho Square a donde acudían muchos coleccionistas para conseguir libros descatalogados, raros, incunables o imposibles de encontrar.
En 1912 halló en la biblioteca del colegio jesuita de Villa Mondragone, Italia, el manuscrito que hoy lleva su nombre y que compró a bajo precio junto con otros manuscritos y libros antiguos; intentó descifrar su contenido remitiendo copias del mismo a diversos expertos, aunque sin resultado alguno.
En noviembre de 1914, tras comenzar la Primera Guerra Mundial, embarcó en el célebre paquebote RMS Lusitania —hundido posteriormente por un submarino durante la contienda— y se mudó a Nueva York con parte de su gran colección de libros, donde continuó con su oficio de librero especializado en textos raros hasta su fallecimiento en 1930. Con el tiempo prosperó tanto que llegó a abrir oficinas y delegaciones en París, Florencia y Varsovia.
Se lo considera uno de los presuntos autores del Manuscrito Vóynich no sólo porque siempre ocultó el lugar en donde pretendió "encontrar" el manuscrito ("un castillo en el Sur de Europa" según su versión oficial, "situado en Austria" según sus comentarios a Newbold) sino porque tenía amplios conocimientos de química, era experto en obras raras, manuscritos, incunables y en poco tiempo llegó a ser, sin experiencia previa alguna, una gran figura en este difícil campo.
Es posible —aunque hoy ya no se puede comprobar— que su fino olfato para las buenas compras (y posteriores mejores ventas) se basase en su capacidad para convencer a un ignorante propietario, siempre necesitado de liquidez, del escaso valor de los "viejos libros" que pretendía venderle... "viejos libros" por los que algún rico caprichoso pagaría después, en la tranquilidad de su tienda, una auténtica fortuna.